# Die Geschichte der Apostel
Die Geschichte der Apostel (Originaltitel: Atti degli apostoli) ist eine vierteilige italienische Fernseh-Miniserie, die 1969 in Kooperation mit Spanien, Frankreich und Deutschland produziert wurde.

## Handlung
Die Apostel, angeführt von Simon Petrus, sind noch immer schockiert vom Kreuzestod Jesu und unsicher, was nun zu tun ist. An Pfingsten empfangen sie den Heiligen Geist, der ihnen die Kraft gibt, das Wort ihres verstorbenen und wieder auferstandenen Meisters zu verkünden. Die Hohenpriester jedoch nehmen Petrus und Johannes fest, nach dem sie im Tempel einen Lahmen geheilt haben, und beschuldigen die Apostel der Gotteslästerung. Durch ein göttliches Wunder können beide das Gefängnis verlassen.
Ein Mann namens Saulus verfolgt die Anhänger Jesu', so unter anderem bis nach Damaskus. Vor den Toren der Stadt wird auch er Zeuge einer Erscheinung Christi, und wird bekehrt. Als Paulus von Tarsus schließt er sich der Schar der Apostel an, und beginnt, das Wort Jesu' bis nach Europa und schließlich in die Welthauptstadt Rom zu tragen.

## Hintergrundinformationen
Mit einfachen Bildern, und zum größten Teil Laiendarstellern wurde die Miniserie in Marokko und Tunesien gedreht, und hält sich zum größten Teil an die Apostelgeschichte.
Thematisch ist der Film eine Vorbereitung auf den Der Messias der ebenfalls unter der Regie von Roberto Rossellini sieben Jahre später, 1976, produziert wurde.